# Herman Dooyeweerd
Herman Dooyeweerd (Ámsterdam, 7 de octubre de 1894 – ibídem, 12 de febrero de 1977) fue un erudito holandés jurista de formación, filósofo por vocación y fundador de la filosofía de la idea cosmonómica. Recibió temprano apoyo para su obra por parte de su cuñado D. H. Th. Vollenhoven. En años recientes se ha reconocido a Irg Hendrik van Riessen como la tercera columna en la conducción de este movimiento académico en los Países Bajos. También de cierta relevancia fueron Pierre-Charles Marcel en Francia, Von Alamassy en Hungría, y posteriormente Hendrik G. Stoker en Sudáfrica y Cornelius Van Til en los Estados Unidos.

## Panorama general de su filosofía
Dooyeweerd intentó proporcionar una filosofía que no solo explicara las diferencias en la realidad no humana, sino también las diferencias entre los distintos pensadores. Siguiendo los pasos de Abraham Kuyper, y de otros de los primeros neocalvinistas, Dooyeweerd intentó describir la realidad como una creación de Dios, que tiene significado propio a partir de Dios. Este significado dado por Dios se manifiesta en todos los aspectos de la realidad temporal, lo que tiene implicaciones para la ciencia.
Dooyeweerd permitió conscientemente que su perspectiva cristiana guiara su entendimiento, pero en un modo filosófico de pensar más bien que en uno teológico. Creía que esto permitía al filósofo discernir el principio por el que la diversidad de significado se mantiene cohesionada en una unidad, en tanto que dirige su pensamiento al origen de las cosas, que es Dios, y hacia el propósito de Dios al hacer todas las cosas, que se halla en Cristo. Esta básica orientación religiosa deberá afectar a la forma en que el cristiano entiende las cosas.
Aunque conscientemente expone la naturaleza religiosa de su filosofía, Dooyeweerd sugiere que de hecho todo pensamiento es inevitablemente de carácter religioso. Este sello religioso es disfrazado cuando el supuesto origen del significado, hacia el que los diversos pensadores dirigen su pensamiento, no es nombrado Dios, sino más bien se dice ser algún aspecto de la creación. Esto, sugiere, explica por qué la ciencia humanista producirá amargas ideologías en conflicto. Esto ayuda a ubicar la "antítesis", la fuente de las irreducibles diferencias, entre las diversas perspectivas. Conforme a Dooyeweerd, la "antítesis" debe ser considerada como un tema fundamental en toda filosofía completa, y dicha antítesis es de naturaleza religiosa.

## Obras

### Libros
- Una Nueva Crítica del Pensamiento Teórico (Volumen I, Las Presuposiciones Necesarias de la Filosofía, Traducción de Adolfo García de la Sienra, 1994)
- Reformation and Scholasticism in Philosophy
  - Volume I: The Greek Prelude
- Encyclopedia of the Science of Law
  - Volume 1: Introduction

### Ensayos y recopilaciones
- Problemas Trascendentales Del Pensamiento Filosófico: Un exploración dentro de las condiciones trascendentales de la filosofía
- Christian Philosophy and the Meaning of History
- Essays in Legal, Social, and Political Philosophy
- Roots of Western Culture
- In The Twilight of Western Thought
- Political Philosophy

## Estudios
- Jonathan Chaplin, Herman Dooyeweerd: Christian Philosopher of State and Civil Society (Notre Dame, 2011).
- Paul Otto, "In the twilight of Dooyeweerd's Corpus: The Publishing History of In the Twilight of Western Thought and the Future of Dooyewerd Studies." Philosophia Reformata 70, no. 1 (2005): 23-40.
- Gregory Baus. La Soberanía de las Esferas Sociales de Dooyeweerd: Ni basada en impuestos ni laissez-faire (Traducción al español de: Dooyeweerd’s Societal Sphere Sovereignty: neither tax-based nor laissez-faire, Vrije Universiteit Amsterdam, 2006)
- David T. Koyzis. Introducción a la Teoría Política de Herman Dooyeweerd  Asociación para el Avance de la Educación Reformada en México. Serie:perspectivas Reformadas. Traducción al español de: Introductory Essay to Political Philosophy (2004 publication of the Collected Works of Herman Dooyeweerd)
- Robert D. Knudsen. La Ciencia en el Pensamiento de Herman Dooyeweerd  Asociación para el Avance de la Educación Reformada en México. Serie:perspectivas Reformadas. Traducción al español de: Dooyeweerd's Doctrine of Science. Journal of the American Scientific Affiliation (31 de diciembre de 1979):209-213.
- Andrew Basden. The critical theory of Herman Dooyeweerd? Journal of Information Technology (2002-12-01) 17(4):257-269.
- James Skillen. "Herman Dooyeweerd's Contribution to the Philosophy of the Social Sciences". JASA. Volume 31 (March 1979): 20-24.